# Кісса I
Кісса I (давн-англ. Cissa; ? — 541) — 2-й король Сассексу в 514—541 роках. Основним джерелом про цього короля є «Англосаксонська хроніка».

## Життєпис
Син Елли, короля Сассексу. У 477 разом з батьком прибув до Британії. Згодом брав участь у війнах проти бриттів. Напевне був учасником битви при горі Бадон, де Елла як бретвальда командував саксами, ютами і англами, війська яких зазнали поразки. Елла загинув у битві або помер трохи пізніше — близько 514 року.
Після невдачі у війні з бриттами Сассекс опинився у складній ситуації. До того ж державні інституції ще не зміцнилися. Висловлюється думка, що на його честь названо місто Чічестер. Про правління відомо вкрай замало.
За переказами Кісса після битви вимушений був визнати зверхність легендарного короля Артура. Втім на думку дослідників верховниками Сассексу стали королі бритів Майлгун ап Кадваллон, король Гвінеду, Рівар, король регніїв, Будіком (королівство невідоме). Останні також були сюзеренами над Східною Англією, Ессексом та Кентом.
У 540 році разом з королівствами Ессексу та Східної Англії повстав проти бритів. У 541 році повстання зазнало поразки. Кісса вимушений був зректися влади та перебратися разом зі сином до королівства франків, згодом до Ломбардії. Дата смерті невідома. Владу в Сассексі успадкував Рівар, що одружився з донькою Кісси.

## Родина
- Авбоїн
- Алгільда, дружина: 1) Рівара, короля регніїв; 2) Ерменрік, король Кенту; 3) Етельрік, короля Берніції
- Голдборуга